# Чеченці в Європі

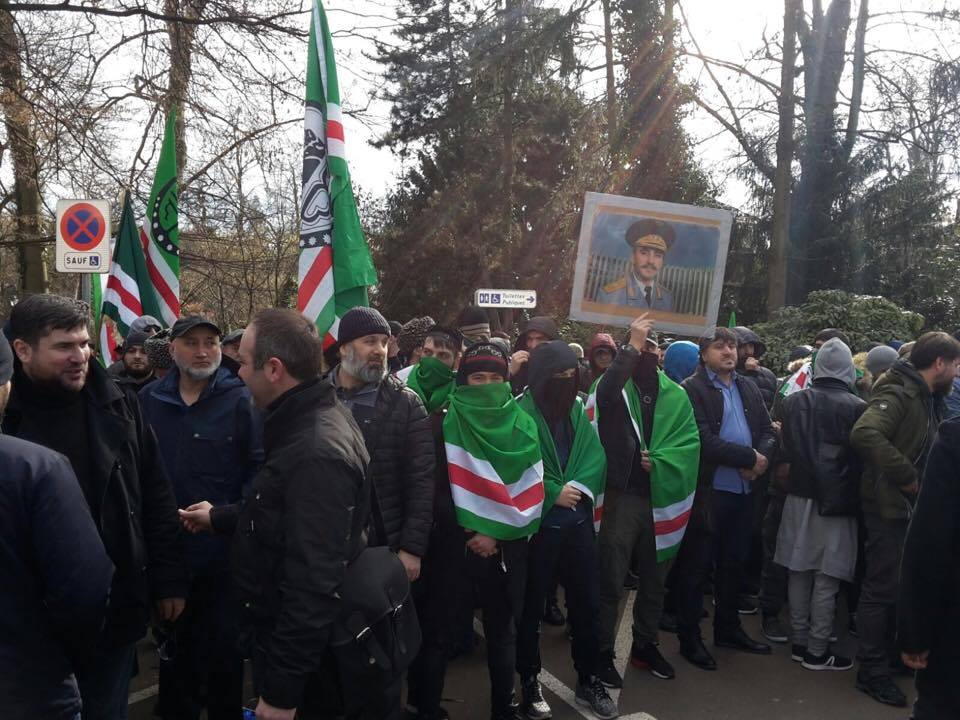
Мітинг у Страсбурзі 23 лютого 2017 року на згадку про депортацію чеченців та інгушів.

Чеченці в Європі – чеченська діаспора чисельністю понад 300 тисяч осіб. На думку колишнього прес-секретаря Масхадова Майрбека Вачагаєва, в Європі проживає від 120 до 150 тисяч чеченців (за даними 2016): у Німеччині, Франції, Бельгії, Австрії, Данії, Норвегії.

## Історія
Одним з перших чеченців, що іммігрували Європу, був Тапа Чермоєв, який залишився життя прожив у Парижі, де також знаходилася його численна родина.
Масовий виїзд чеченців у країни Західної Європи зафіксовано після першої та другої чеченської війн. Значна кількість чеченців поїхала Туреччину та арабські країни. Також значно збільшилася чеченська діаспора у регіонах Російської Федерації.
У червні 2016 року в Гамбурзі зросла кількість біженців, які прибувають до Німеччини з Росії. До Німеччини чеченці їдуть, на думку правозахисників, через погані умови життя та жорсткий режим з боку керівництва Чеченської Республіки. За даними Федерального відомства Росії з питань міграції та біженців (BAMF), частка чеченців серед громадян Росії, які шукають притулку в Німеччині, становить 82%. Однак влада Чечні ці заяви спростовує.
За результатами соціологічного опитування, проведеного в 2012 році в Чечні, лише 2% опитаних студентів пов'язують своє майбутнє з Чечнею, 20% - з Росією, 78% - із закордоном.
23 лютого 2017 року в Страсбурзі було проведено численний мітинг чеченців та інгушів, які проживають у європейських країнах, присвячений депортації чеченців та інгушів.
З 2017 року в Чечні відзначені переслідування стосовно осіб, підозрюваних у гомосексуальності, у зв'язках із Сирією, вживанні психотропних речовин тощо. Активісти «Російської ЛГБТ-мережі» повідомили, що за три наступні роки з республіки втекли 177 осіб, 143 з них залишили Росію.

### Україна
На сході України на боці української армії воюють європейські чеченці, де з них сформовані батальйони імені Джохара Дудаєва та шейха Мансура. Першим командиром чеченського батальйону, що воює на сході України, став генерал А. І. Мунаєв.

### Конфлікти
У 2010 році в містечках Лінц та Маутхаузен Австрії між турками та чеченцями виник великий конфлікт, внаслідок якого семеро людей постраждали, а один був затриманий. Поліцією Австрії було заявлено, що розслідування інциденту не виявило релігійного чи етнічного підґрунтя конфлікту.
2014 року в Німеччині після усного з'ясування стосунків кинулися з кулаками одна на одну дві великі групи — курдів-езидів та мусульман, зокрема чеченців. У результаті лише поліції вдалося розняти представників двох діаспор.
У 2020 році відбулися заворушення за участю чеченців та арабів у Діжоні (Франція) та в Берліні.

### Політика
14 жовтня 2012 року до міської ради міста Берлаар у Бельгії був обраний депутатом Адам Ісаєв. Таким чином, Ісаєв став першим депутатом-чеченцем на території країн Європейського Союзу.
1 лютого 2020 року депутатом Бундестагу стало Бела Бах (справжнє прізвище Бахаєва). Вона народилася 1990 року в Магдебурзі. У 2007 році Бахаєва вступила до СДПН, у 2018 році в Мюнхенському університеті захистила дисертацію з юриспруденції. Бахаєва стала першою чеченкою - членом Бундестагу. Вона захоплюється скелелазанням та кінним спортом.